# Duffort
Duffort é uma comuna francesa na região administrativa de Occitânia, no departamento de Gers. Estende-se por uma área de 9,84 km². Em 2010 a comuna tinha 152 habitantes (densidade: 15,4 hab./km²).